# Església de Sant Genís (Jorba)
L'Església de Sant Genís és una obra del nucli de Sant Genís, al terme municipal de Jorba (Anoia). És una obra inclosa a l'Inventari del Patrimoni Arquitectònic de Catalunya.

## Descripció
És una capella d'una sola nau i de planta rectangular. És sufragània de l'església de Jorba i està documentada ja el 1270, però fou renovada l'any 1620 tal com indica l'any que figura a la llinda d'una sola peça en el portal d'entrada ubicat a ponent. A la façana nord hi ha un petit portal adovellat i tapiat. A la façana de ponent hi ha un ull de bou amb una claustra d'arenisca treballada en forma d'estrella de sis braços. Els murs són de carreus d'arenisca amb morter. A migdia hi ha un contrafort i una petita construcció adossada al mur i a sol ixent una finestreta en forma d'espitllera. La coberta és de teula àrab amb un campanar relativament modern en forma de torre i construït amb maó.